# Grote Oceaannoordkaper
De Grote Oceaannoordkaper of Noord-Pacifische noordkaper (Eubalaena japonica) is een walvis uit de familie van de echte walvissen (Balaenidae), een van de drie soorten uit het geslacht van de noordkapers (Eubalaena). Alle noordkapers lijken sterk op elkaar en om die reden werden ze vroeger tot dezelfde soort gerekend.

## Leefgebied en voeding
De Grote Oceaannoordkaper komt voor in de subtropische en gematigde streken van de Stille Oceaan. Waarschijnlijk zijn er nog twee populaties overgebleven, één bij Rusland en één bij Alaska. In de zomer zijn ze noordelijk, van de Zee van Ochotsk en Beringzee tot de Golf van Alaska, aan te treffen. In de zomer trekken (althans met zekerheid in het verleden) ze zuidwaarts naar de Japanse Zee, de Straat van Taiwan en de Bonin-eilanden in het oosten en naar Baja California Sur in het westen. Enkele exemplaren werden ook aangetroffen op Hawaï.
Ze leven er van plankton en soms krill. Ze worden zowel alleen als in groep aangetroffen.

## Kenmerken
De Grote Oceaannoordkaper wordt tussen 17 en 18,3 meter lang en kan ongeveer 90.000 kg wegen. Bij de geboorte zijn de dieren ruim 4 meter lang en wegen ze circa 910 kg. Ze worden ongeveer 70 jaar oud en zijn geslachtsrijp rond 9-10 jaar. De zwangerschap duurt ongeveer een jaar. Kalveren worden na een jaar gespeend.
De Grote Oceaannoordkaper lijkt uiterlijk sterk op de andere noordkapers (zuidkaper en noordkaper): de kop heeft kleine aangroeisels die bezet worden door zeepokken. Hierdoor lijken ze bedekt met gele, oranje of roze vlekken. Aan de hand van de grootste vlekken, die uniek zijn per exemplaar en zich rond de punt van de onderkaak en boven de ogen bevinden, kunnen de individuele dieren herkend worden.
Ze hebben geen rugvin. Hun buikvinnen zijn breed en hebben de vorm van een spatel. De staartvin is breed met een diepe inkeping in het midden. Deze vin heeft scherpe punten en een gladde, holle achterrand.

## Gedrag
Over het gedrag van de Grote Oceaannoordkaper is niet veel geweten omdat de soort zeldzaam is. Vermoedelijk vertoont de soort hetzelfde gedrag als de andere soorten van het geslacht Eubalaena.

## Bedreigingen
De populatie van Grote Oceaannoordkapers is sinds de walvisvaart van de 19de eeuw drastisch geslonken. Van de westelijke populatie wordt verondersteld dat er nog enkele honderden overblijven. Van de oostelijke zouden er nog enkele tientallen overblijven. In het totaal zouden er volgens het IUCN minimaal nog zo'n 500 exemplaren overblijven, waarvan de helft vruchtbaar zou zijn. Andere studies duiden op een populatie van 1000 tot 2000 exemplaren. De huidige trend van de populatie is onzeker. De oostelijke populatie zou wel dalen. Anno 2010 wordt het totale aantal van deze variant geschat op zo'n 30 exemplaren, waarvan 8 mannetjes.
Sinds 1970 wordt de soort feitelijk beschermd nadat de bescherming door het IWC in 1935 was vastgelegd. Sindsdien vormen verstrikking in visnetten de grootste bedreiging voor de soort. Ook olie- en gaswinning op zee vormen een gevaar voor de dieren.
In juni 2013 werd de soort na meer dan 60 jaar opnieuw opgemerkt voor de kust van Brits-Columbia.